# High Land, Hard Rain
High Land, Hard Rain är den skotska gruppen Aztec Cameras debutalbum, utgivet 1983. Det innehåller bland annat hitsingeln Oblivious och nådde 22:a plats på den brittiska albumlistan.

## Låtlista
1. Oblivious
2. The Boy Wonders
3. Walk Out to Winter
4. The Bugle Sounds Again
5. We Could Send Letters
6. Pillar to Post
7. Release
8. Lost Outside the Tunnel
9. Back on Board
10. Down the Dip

Bonuslåtar på CD-utgåva 1991
1. Haywire (b-sida Oblivious)
2. Orchid Girl (b-sida Oblivious)
3. The Queens Tattoos (b-sida Pillar to Post)

Bonuslåtar på CD-utgåva 2012
1. The Queens Tattoos
2. Haywire
3. Orchid Girl
4. Set the Killing Free
5. Oblivious (12" mix)
6. Walk Out to Winter (12" extended version)
7. Oblivious (12" extended remix)

Bonuslåtar 30th Anniversary Edition 2014
1. Pillar to Post (original single version)
2. Queen’s Tattoos
3. Orchid Girl
4. Haywire
5. Walk Out to Winter (7”) (Tony Mansfield version)
6. Set the Killing Free
7. Back on Board (live on CFNY)
8. We Could Send Letters (live on CFNY)
9. Walk Out To Winter (Kid Jensen Session)
10. Down the Dip (Kid Jensen Session)
11. Back on Board (Kid Jensen Session)
12. Release (Kid Jensen Session)
13. Walk Out to Winter (John Brand unreleased single mix)
14. Walk Out to Winter (12”) (Tony Mansfield version)
15. Oblivious (Colin Fairley remix)
16. Oblivious (Langer/Winstanley remix)

Alla låtar komponerade av Roddy Frame.

## Medverkande
- Roddy Frame - Sång, gitarr, munspel
- Campbell Owens - Basgitarr
- Bernie Clarke - Keyboards
- David Ruffy - Trummor, percussion